# Josef Dietzgen

Josef Dietzgen

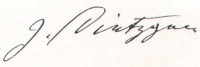
Unterschrift von Josef Dietzgen

Peter Josef Dietzgen, bekannt als Josef Dietzgen (* 9. Dezember 1828 in Stadt Blankenberg, heute Stadtteil von Hennef im Rhein-Sieg-Kreis; † 15. April 1888 in Chicago) war ein materialistischer Philosoph, sozialistischer Theoretiker und Journalist der deutschen Arbeiterbewegung bzw. der deutschsprachigen Arbeiterbewegung in New York und Chicago.

## Leben & Schaffen

### Familie und Ausbildung
Peter Josef Dietzgen entstammte einer alteingesessenen Gerber- und Bauernfamilie des Siegtales. Er war das erste von fünf Kindern des Lohgerbers Johann Gottfried Anno Dietzgen (1794–1887) und dessen Frau Anna Margaretha Lückerath (1808–1881). Über die Geschwister ist praktisch nichts bekannt. Zwei Brüder sind anlässlich familiärer Fragen in Briefen erwähnt. Dort erfährt man ihre Namen, Philipp und Cornell, und dass sie irgendwann in die USA ausgewandert sind.
Der Vater Josefs, Johann Dietzgen, hatte bei seinem Vater das Gerberhandwerk erlernt und sich in Stadt Blankenberg mit einem eigenen Betrieb niedergelassen, den er 1835 nach Uckerath, einem Dorf mit ca. 400 Einwohnern, verlegte. Vater Johann wird von Eugen Dietzgen, dem ältesten Sohn Josef Dietzgens, als behäbiger, „echter Kleinbürger“, der sich einen bescheidenen Wohlstand erarbeitet hatte, geschildert. Über die Mutter wird ausgesagt, dass sie „geistig hoch veranlagt“ gewesen sei.
Die Eltern ermöglichten Josef nach dem Besuch der Volksschule in Uckerath den zweijährige Besuch der Kölner Bürgerschule und daran anschließend für ein halbes Jahr den Besuch der Lateinschule des Pfarrers im nahegelegenen Oberpleis. Infolgedessen begann Josef seine vierjährige Lehre als Lohgerber bei seinem Vater – für die damalige Zeit äußerst ungewöhnlich – erst im Alter von 17 Jahren. Während der Lehrzeit fand er die Möglichkeit, sich autodidaktisch Französisch beizubringen und in den Lebenserinnerungen aus der Feder von Eugen D. wird erzählt, dass während der Arbeit immer ein aufgeschlagenes Buch neben ihm gelegen habe. Die Bücher, die er las, seien philosophischer, nationalökonomischer und schöngeistiger Art gewesen. Ein Spielgefährte aus der Kinderzeit und Jugendfreund, Josef Schmitz, der in Bonn Jura studierte und dort Mitglied einer Burschenschaft war, bot die Möglichkeit zur Diskussion und Auseinandersetzung über politische Fragen und gab möglicherweise die Anregung zum Lesen der Literatur der „Jeune France“ und des „Jungen Deutschland“. Einige wenige erhaltene Gedichte aus der Feder Josef Dietzgens aus der Zeit um 1848 spiegeln ganz die Schwärmerei für die „sozial Frage“ wider, wie sie sich auch in den Erzeugnissen des literarischen Vormärz findet. Dafür, dass J. Dietzgen in dieser Zeit mit der Literatur der französischen Frühsozialisten wie Henri de Saint-Simon, Louis Blanc und Pierre-Joseph Proudhon bekannt war, gibt es keinerlei Hinweise. Überliefert ist dagegen, dass er ein Verehrer von Pierre-Jean de Béranger und des von Ferdinand Freiligrath ins Deutsche übertragenen schottischen Dichters Robert Burns war. Bérangers Porträt schmückte noch 1882 Dietzgens Arbeitszimmer.

### Politisches Engagement und Weltbürgertum
Auch Karl Marx und Friedrich Engels interessierten ihn. Er hielt aufrührerische Reden in Uckerath. Er verließ Deutschland 1848 im Zuge der revolutionären Ereignisse und ging ins Exil in die USA. Dort lebte er als Lehrer, Gerber, Anstreicher oder Tramp. Er kehrte 1851 nach Deutschland zurück und arbeitete bei seinem Vater. 1852 wurde er Mitglied des „Bundes der Kommunisten“. 1853, nach seiner Heirat mit Cordula Finke aus Drolshagen, gründete er in Winterscheid einen Kolonialwarenladen mit Bäckerei und Gerberei. Bald eröffnete er auch eine Filiale in Ruppichteroth. In Winterscheid bekam das Ehepaar vier Töchter (Adelgunde 1854–1859, Margarethe * 1855, Pauline * 1857 und Adelgunde 1859–1869/70). Zwei Söhne wurden 1862 (Eugen, 1862–1929) und 1870 (Peter Josef) geboren.
1859 emigrierte Dietzgen aus ökonomischen Gründen erneut in die USA und gründete eine Gerberei in Montgomery, Alabama, wo er sich für die Abschaffung der Sklaverei einsetzte. 1861 kehrte er nach dem Ausbruch des Sezessionskrieges zu seinem Vater zurück. Er war Präsident der 1862 gegründeten Siegburger Gesellschaft für wissenschaftliche Unterhaltung. Er war Mitglied der Internationalen Arbeiterassoziation und bemühte sich unter anderem um die Arbeiter der Siegburger Kattunfabrik und der Friedrich-Wilhelms-Hütte.
1863 bewarb er sich auf eine Announce der Kölnischen Zeitung, erhielt vor Ort einen Besuch des russischen Kammerherrn Gouraux und reiste mit diesem ab. Von 1864 bis 1868 war er Leiter einer Regierungslohgerberei in Sankt Petersburg, Russland, wo er die Produktion verfünffachte. Am 24. Oktober / 7. November 1867 begann er seinen Briefwechsel mit Karl Marx. Seine Schrift Das Wesen der menschlichen Kopfarbeit verfasste er 1868. Nach seiner Rückkehr wurde sie 1869 in Hamburg gedruckt.
1869 erbte Dietzgen die Gerberei seines Onkels in Siegburg und kehrte trotz der Erfolge in die Heimat zurück. Zu dieser Zeit wurde Dietzgen eine prominente Persönlichkeit innerhalb der sozialistischen Bewegung in Deutschland.
Anschließend lebte er in Siegburg, wo er im September 1869 von Karl Marx mit Tochter Jenny besucht wurde. Dietzgen war Delegierter der Sozialdemokratischen Arbeiterpartei auf dem Eisenacher Kongress im August 1873. Marx rühmte ihn auf dem Den Haager Kongress der Internationalen Arbeiterassoziation mit den Worten: „Das ist unser Philosoph“, und rühmte ihn auch für seine Rezension der Erstausgabe des Kapitals im „Nachwort zur zweiten Auflage“ seines ersten Bandes des Kapitals 1872. 1869 wurde Dietzgen Mitglied der Sozialdemokratischen Arbeiterpartei und schrieb in dieser Zeit für die sozialdemokratische Presse. Er hatte auch mit dem Philosophen Ludwig Feuerbach Kontakt.

### Verfolgung und Emigration

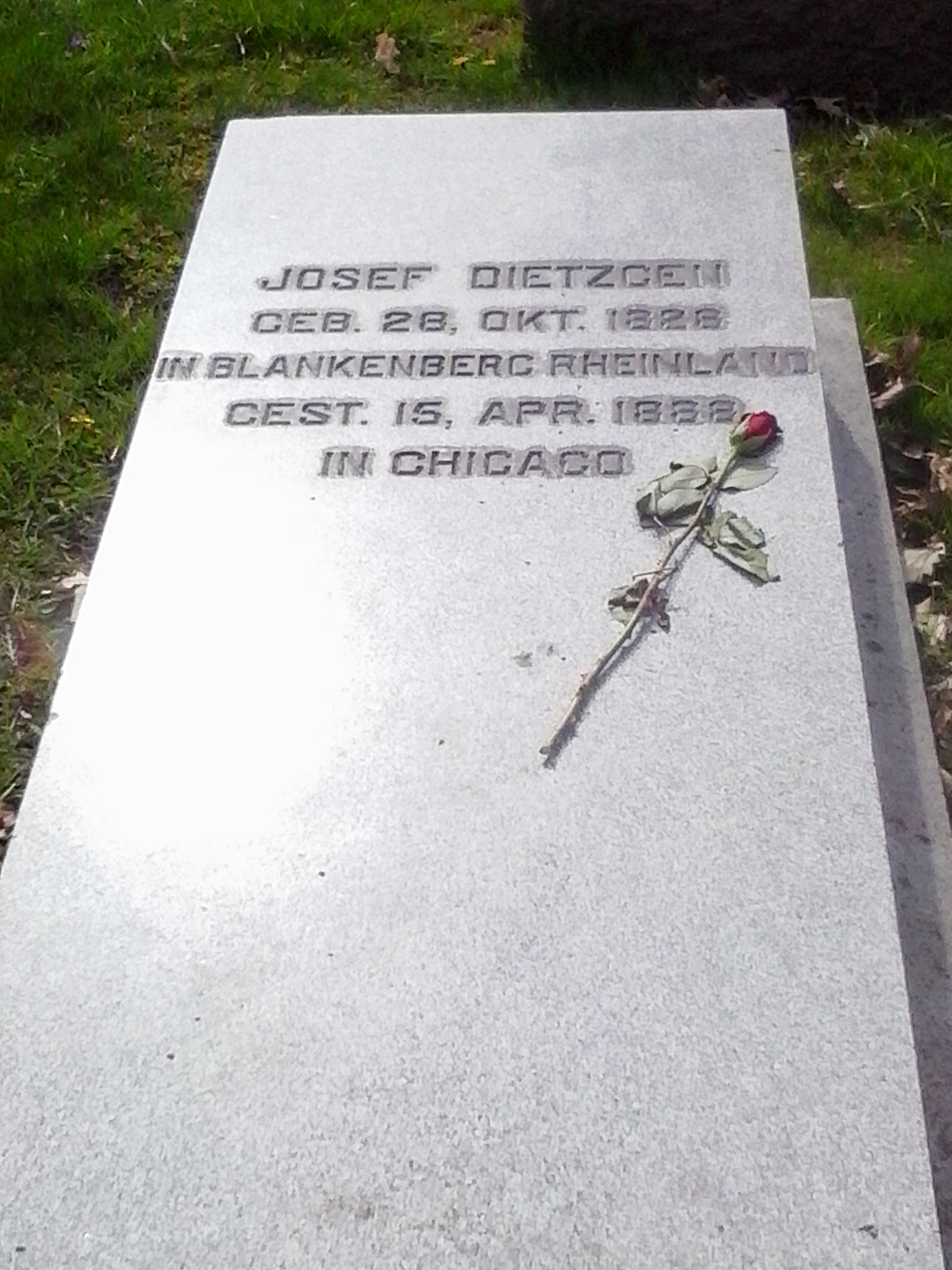
Dietzgens Grab auf dem Waldheim Cemetery in Chicago

1880 wurde nach Erwähnung im Sozialdemokrat von Berlin in Siegburg nachgefragt, „was dieser Dietzgen für ein Subjekt sei und ob es in Siegburg noch mehr Sozialdemokraten gäbe“.
Die Antwort des Bürgermeisters war, es gebe nur diesen einen, der zurückgezogen als Lohgerber lebe und gelegentlich für die Sozialdemokraten schreibe. Das war eine beschwichtigende Aussage und hätte auf den Bruder von Josef, Philipp Dietzgen gepasst, der von 1861 bis 1875 das einzige Mitglied der Sozialdemokraten und Lohgerber in Eitorf war.
Nach der Einführung der Sozialistengesetze, für die zwei erfolglose Attentate auf Kaiser Wilhelm I. als Vorwand dienten, wurden die Sozialdemokraten noch schärfer beobachtet. Einer der inzwischen acht Siegburger Sozialdemokraten, der Schuster Josef Palm, äußerte sich bei einem Wirtschaftsbesuch politisch unkorrekt zum Kaiser, wurde verraten, inhaftiert und nahm sich das Leben. Am 8. Juni 1878 wurde Dietzgen wegen des in Köln vorgetragenen und später gedruckten Artikels Die Zukunft der Sozialdemokratie verhaftet. Er wurde drei Monate später freigesprochen, seine Schriften freigegeben. 1880 schickte er seinen Sohn Eugen in die USA. Diesem übereignete er später die Rechte an der Veröffentlichung seiner Schriften, verfügte aber die Überweisung der Gelder an die Stadt Siegburg.
1884 emigrierte er endgültig mit den anderen Kindern in die USA, wo er zunächst als Redakteur des Sozialist in New York und ab 1886 für die Arbeiterstimme in Chicago arbeitete. Dietzgen verstarb am 15. April 1888 in Chicago.

## Dialektischer Materialismus
Josef Dietzgen verfasste unabhängig von Marx und Engels Theorien über einen Dialektischen Materialismus. Später wurde er vertraut mit den Theorien Marx’ und Engels’ und glühender Verfechter ihrer Annahmen, wie ein Brief Dietzgens an Marx belegt.

## Ehrungen

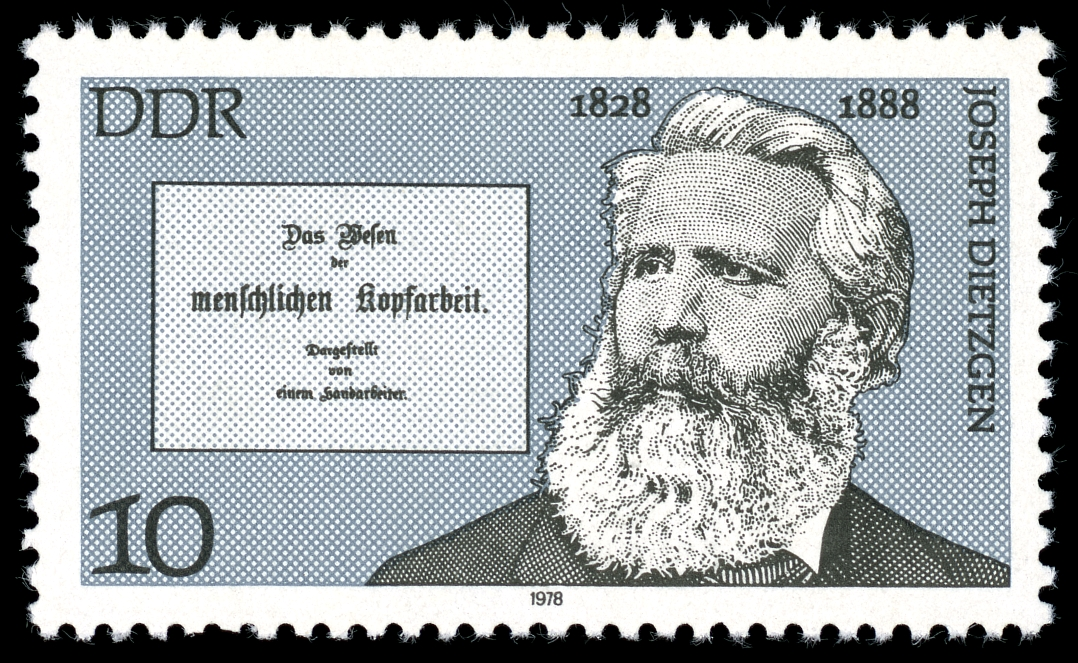
Briefmarke der DDR von 1978

Auf den Platz seines Geburtshauses wurde ein Bronzerelief mit seinem Porträt aufgestellt: „Hier stand das Geburtshaus des Arbeiterphilosophen Josef Dietzgen 1828–1888“. In seiner Geburtsstadt wurde die Josef-Dietzgen-Straße nach ihm benannt.
Am 30. Januar 1933 wurde in Berlin-Neukölln, Ortsteil Buckow der „Dietzgenweg“ nach ihm benannt, der am 8. August 1935 in „Glimmerweg“ umbenannt wurde. Am 12. April 1951 wurde in Berlin Bezirk Pankow die „Dietzgenstraße“ nach ihm umbenannt.
Am 18. Juli 1978 wurde die abgebildete Briefmarke zu seinen Ehren herausgegeben.

## Eintragung in dasConfession bookvon Jenny Marx (Tochter)
Vermutlich im September 1869 füllte Dietzgen den Fragebogen aus. Die englischen Fragen von Jenny beantwortete Dietzgen in deutscher Sprache:
| Frage                                                                   | Antwort |
| ----------------------------------------------------------------------- | --- |
| Ihre Lieblingstugend (Your favourite virtue)                            | Wahrhaftigkeit |
| – Eigenschaft beim Mann (– quality in man)                              | klarer Wille, entschiedenes Handeln                                                                                             |
| – – bei der Frau (– – woman)                                            | Liebe, Bescheidenheit, Sanftmuth                                                                                                |
| – Haupteigenschaft (– chief characteristic)                             | Langmuth |
| Auffassung vom Glück (Idea of happiness)                                | Sorglosigkeit und Arbeit |
| – – Unglück (– – misery)                                                | Zahnweh, körperliche Schmerzen                                                                                                  |
| Das Laster, das Sie entschuldigen (The vice you excuse)                 | Eitelkeit, Putzsucht |
| – – verabscheuen (– – detest)                                           | Die Afferei unter den Menschen                                                                                                  |
| Ihre Abneigung (Your aversion)                                          | Windbeutelei |
| Die Person, die Sie am wenigsten mögen (The character you most dislike) | Hochmuth |
| Lieblingsbeschäftigung (Favourite occupation)                           | Ledermachen und – die Welt von Tyrannen befreien                                                                                |
| – Held (– hero)                                                         | Moses erschlägt die Aegypter |
| – Heldin (– heroine)                                                    | Charlotte Corday |
| – Dichter (– poet)                                                      | Freiligrath, Heine |
| – Schriftsteller (– prose writer)                                       | Marx, Feuerbach |
| – Blume (–flower)                                                       | – |
| – Farbe (– colour)                                                      | – |
| – Maxime (– maxim)                                                      | Wir haben lang genug geliebt / Und wollen endlich hassen                                                                        |
| – Motto (– motto)                                                       | Since life can litte more supply / Than just to look about us and to die / Let us free expantiate over all this / scene of man. |
| Jos. Dietzgen                                                           | |

## Werke (Auswahl)
- Einige Worte über das Wesen des Geldes; Die Lassalleschen Ideen; Die Soziale Frage (Wirtschaftskrisen); Arbeit und Kapital; Die Kunst und das Handwerk; Die Wissenschaft und das Handwerk. In: Palmblatt, St. Petersburg 1868[10]
- Skizzen aus dem Gebiete der politischen Ökonomie. In: Gerber-Zeitung. Zeitung für die Lederfabrikation und Lederhandel. 31. Mai 1868
- „Das Kapital“. Kritik der politischen Oekonomie von Karl Marx. Hamburg 1867. In: Demokratisches Wochenblatt. Nr. 31 Beilage vom 1. August 1868, Nr. 34 vom 22. August 1868, Nr. 35 vom 29. August 1869 und Nr. 36. vom 6. September 1868.
- Das Wesen der menschlichen Kopfarbeit. Dargestellt von einem Handarbeiter. Eine abermalige Kritik der reinen und praktischen Vernunft, Otto Meißner, Hamburg 1869 online
- Die bürgerliche Gesellschaft. Vortrag. Verlag der Genossenschaftsbuchdruckerei, Leipzig 1876
- Die Religion der Sozial-Demokratie. Fünf Kanzelreden. 3. verm. Aufl. Verlag der Genossenschaftsbuchdruckerei, Leipzig 1877.
- National-Oekonomisches. Vorträge.  2. Abdruck. Verlag der Genossenschaftsbuchdruckerei, Leipzig 1877 Digitalisierte Ausgabe der Universitäts- und Landesbibliothek Düsseldorf
- anonym: Verkappte Teologie. In: Die neue Zeit. Revue des geistigen und öffentlichen Lebens 1883, Heft 7, S. 327–331 Online
- Streifzüge eines Sozialisten in das Gebiet der Erkenntnißtheorie. Verlag der Volksbuchhandlung, Hottingen-Zürich 1887 (= Sozialdemokratische Bibliothek XVIII)
- Die menschliche Seele. In: Die neue Zeit. Revue des geistigen und öffentlichen Lebens. 6 (1888), Heft 6, S. 272–278 Online
- Sämtliche Schriften, hrsg. von Eugen Dietzgen, Wiesbaden, 1911. 4. Auflage, Berlin, 1930.
- Schriften in drei Bänden, hrsg. von der Arbeitsgruppe für Philosophie an der Deutschen Akademie der Wissenschaften der DDR zu Berlin, Berlin, 1961, 1962, 1965.
- Das Wesen der menschlichen Kopfarbeit und andere Schriften. Herausgegeben und mit einem Nachwort versehen von Hellmut G. Haasis, Darmstadt, Neuwied, Luchterhand, Sammlung Luchterhand, Nr. 50, 1973.
  - Das Wesen der menschlichen Kopfarbeit. Dargestellt von einem Handarbeiter. Eine abermalige Kritik der reinen und praktischen Vernunft. Mit einem Anhang von Anton Pannekoek, August Thalheimer und einem Brief von Dietzgen an Karl Marx. Herausgegeben von Marvin Chlada, Tayfun Demir und Bernd Kalus. Verlag Trikont-Duisburg, Verlag Dialog-Edition, Duisburg-Istanbul 2018, ISBN 978-3-945634-36-3